# Монумент (остановочный пункт)
Монуме́нт — проектируемый остановочный пункт главного хода Октябрьской железной дороги и МЦД-3. Планируется к сооружению между остановками Химки и Молжаниново вблизи пересечения с Ленинградским шоссе.
В феврале 2017 года был утверждён проект многофункционального комплекса с ТПУ, в составе которого помимо остановочного пункта планировались автовокзал и перехватывающая парковка. Однако вскоре девелопер отказался от строительства проекта и решил продать права на земельный участок. 
В 2019 году станция под названиями Новые Химки и Мега появилась на схеме МЦД-3, однако в ноябре 2022 года станция на схеме отсутствала.
В декабре 2023 года губернатор Московской области сообщил, что вместе с РЖД готовы начать проектирование в 2024 году и выйти на строительство в 2025-м. В областном бюджете на это уже заложено 1 млрд рублей.
В 2025 году стало известно, что начало строительно-монтажных работ перенесено на 2026 год.